# HD 9578
HD 9578 — звезда в созвездии Скульптора на расстоянии около 187 световых лет от нас. Вокруг звезды обращается, как минимум, одна планета.

## Характеристики
Звезда по своим характеристикам напоминает наше Солнце. Она принадлежит к классу жёлтых карликов и имеет массу приблизительно 1,12 массы Солнца.

## Планетная система
В октябре 2009 года было объявлено об открытии планеты HD 9578 b в данной системе. Её масса равна 0,62 массы Юпитера, обращается она на расстоянии около 1,27 а.е. от родительской звезды. Орбита планеты, таким образом, находится в обитаемой зоне, т. е. такой области, где условия для зарождения и существования жизни наиболее благоприятны. Как известно, планеты-гиганты, такие как HD 9578 b, не имеют твёрдой поверхности, и живым организмам выживать на них было бы трудно. Поэтому для астрономов является важным обнаружение спутника планеты HD 9578 b, на твёрдой поверхности которого возможно существование живых организмов.